# دربه‌درها
دربه‌درها فیلمی به کارگردانی امیرحسین صدیق و نویسندگی هنگامه مفید ساختهٔ سال ۱۳۸۳ است.

## بازیگران
- مهیار مجیب: طوفان
- لیلی رشیدی: لیلی
- محسن قاضی مرادی:‌ اورکی
- رضا فیاضی: وکیل
- مریم سعادت: خانم وکیل
- سروش خلیلی: مش گلابی عموی طوفان
- علی لک پوریان: پلیس
- حمزه علی اکبری: برف پاک کن
- علی شانه ساز: بادکنک فروش
- عارفه عباسی
- فروزان بهرام پور
- آذر اخوت
- حسن پورشیرازی
- علی پاکدست
- محمد اعلمی